# 千禧校舍

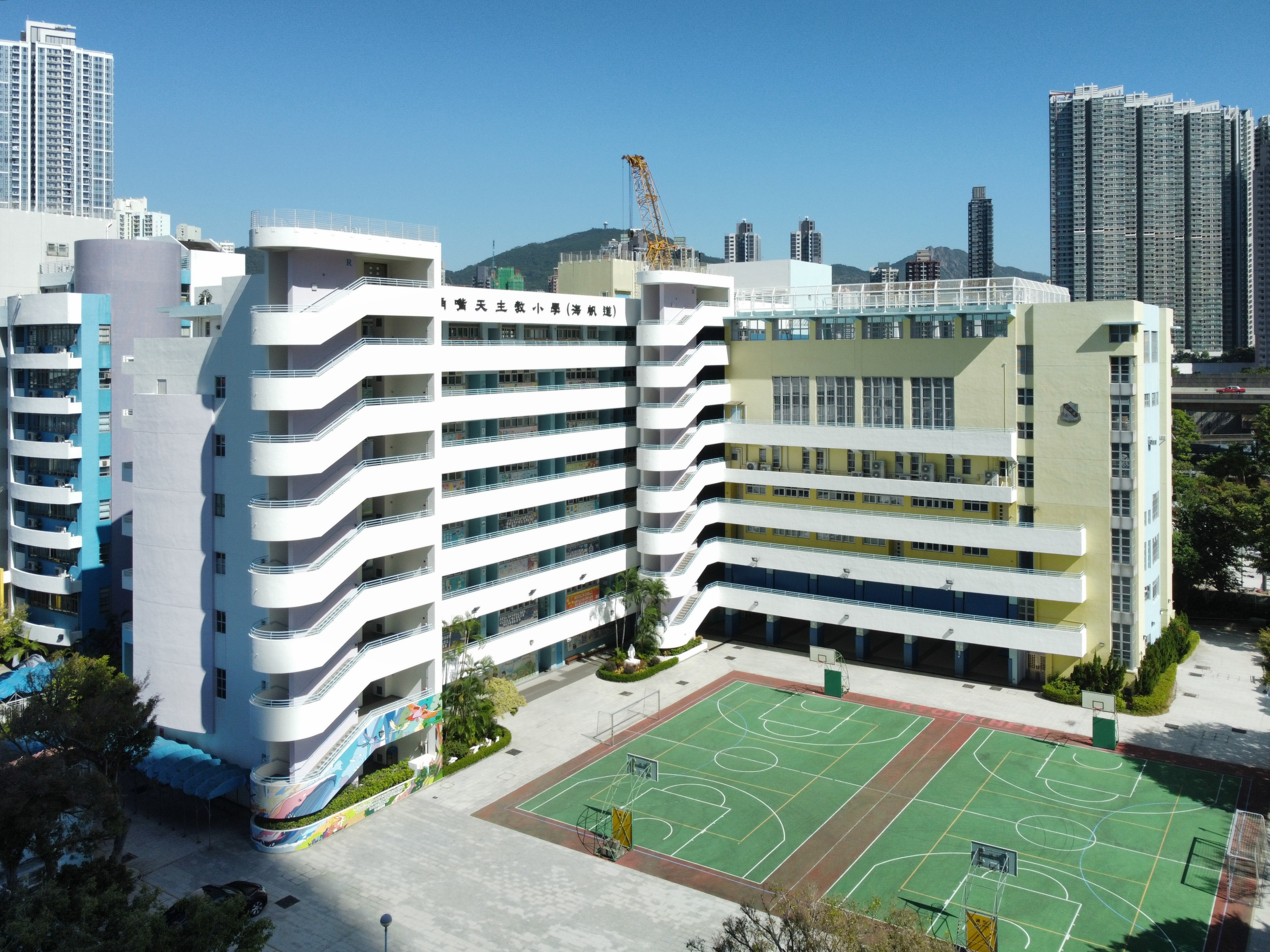
一座採用早期設計的標準小學千禧校舍-大角嘴天主教小學 (海帆道)。

千禧校舍，正式名稱為「2000年設計模式」，為香港最後一款標準校舍設計，於1997年至2005年間推行，並興建至2012年為止。與上一代的靈活式校舍比較，千禧校舍設計的彈性相對更大，而且更有利於運用資訊科技輔助教學。

## 歷史

### 出現

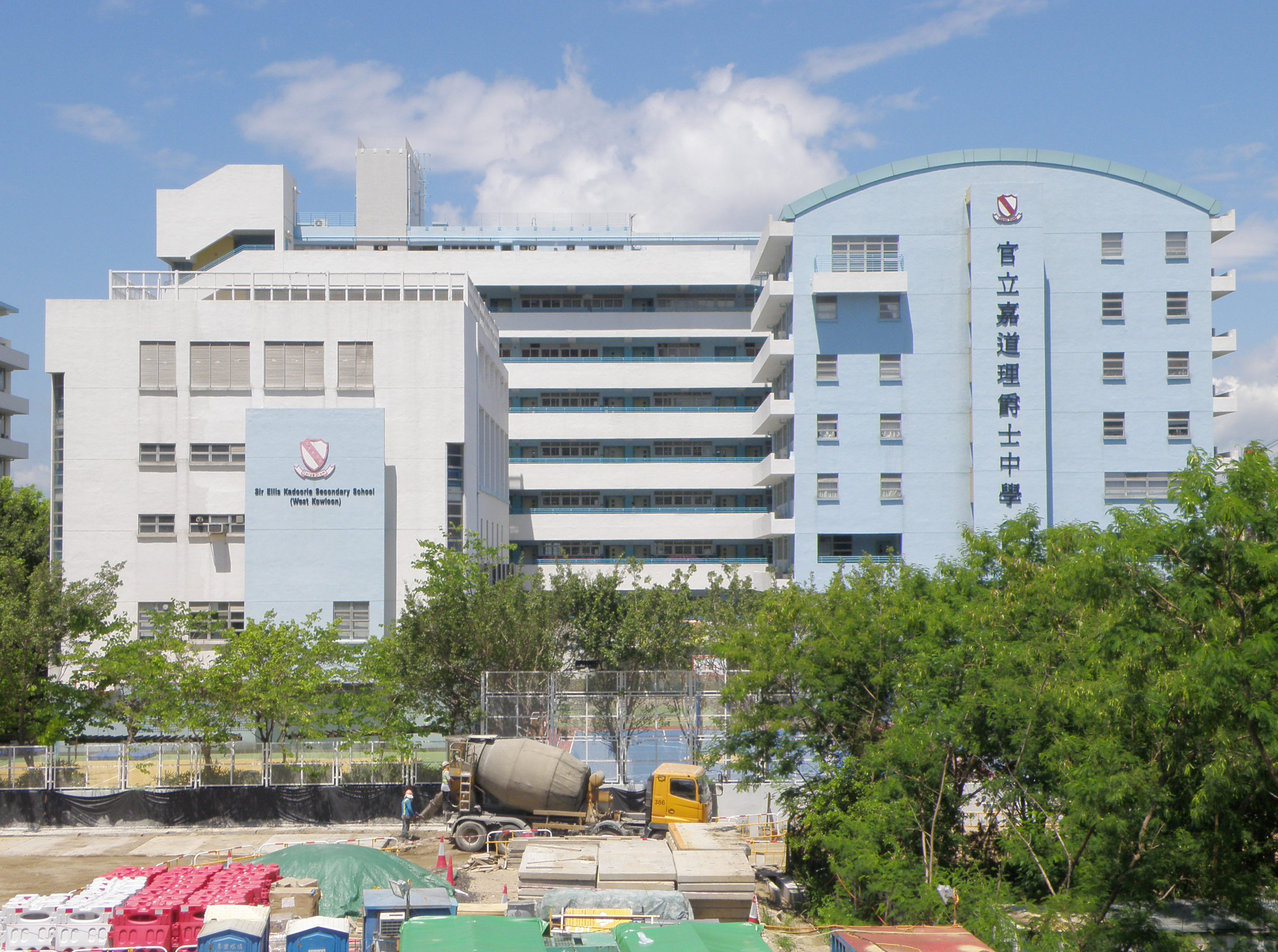
首批9座中學千禧校舍之一-官立嘉道理爵士中學（西九龍），為一座採用早期設計的同類校舍

因應教育界對校舍設施標準的要求提升，加上以資訊科技輔助教學日漸普及，以往的靈活式校舍已經不足以應付未來需要。因此，為回應1997年施政報告中改善未來教育基建的政策，教育署及建築署於1997年底，推出了新款的標準校舍設計，名為「2000年設計模式」。與上一代的1995/98年版靈活式校舍比較，千禧校舍的可用面積較以往增加37%，並且加入了電腦及多媒體教學設施（例如電腦室、獨立的電訊線槽等）。而在施工方式上，上一代校舍僅有部份採用塔式起重機（俗稱「天秤」）興建，但在興建千禧校舍時則獲大規模採用。而在極少部分的千禧校舍，更採用了包括預製組件在內的「系統設計」建造法。
全港首份表決的千禧校舍建設計劃，為東涌天主教學校中學部校舍（為前逸東苑內由房委會代建的政府房舍），於1998年1月交付臨立會；而從同年10月起，所有新動工興建的校舍，亦必須採用千禧校舍設計，包括一些已撥款、但未及開標的第二代靈活式校舍建設項目。及後，首批由政府直接興建的千禧校舍，則於1999年1月動工，而首次同類校舍分配工作亦於同年3月22日展開，至8月25日公佈結果。由於首批19座同款小學及9座中學落成的年份為2000年，正值2千紀的結束，因此按照「2000年設計模式」設計的校舍通稱為「千禧校舍」。

### 淘汰

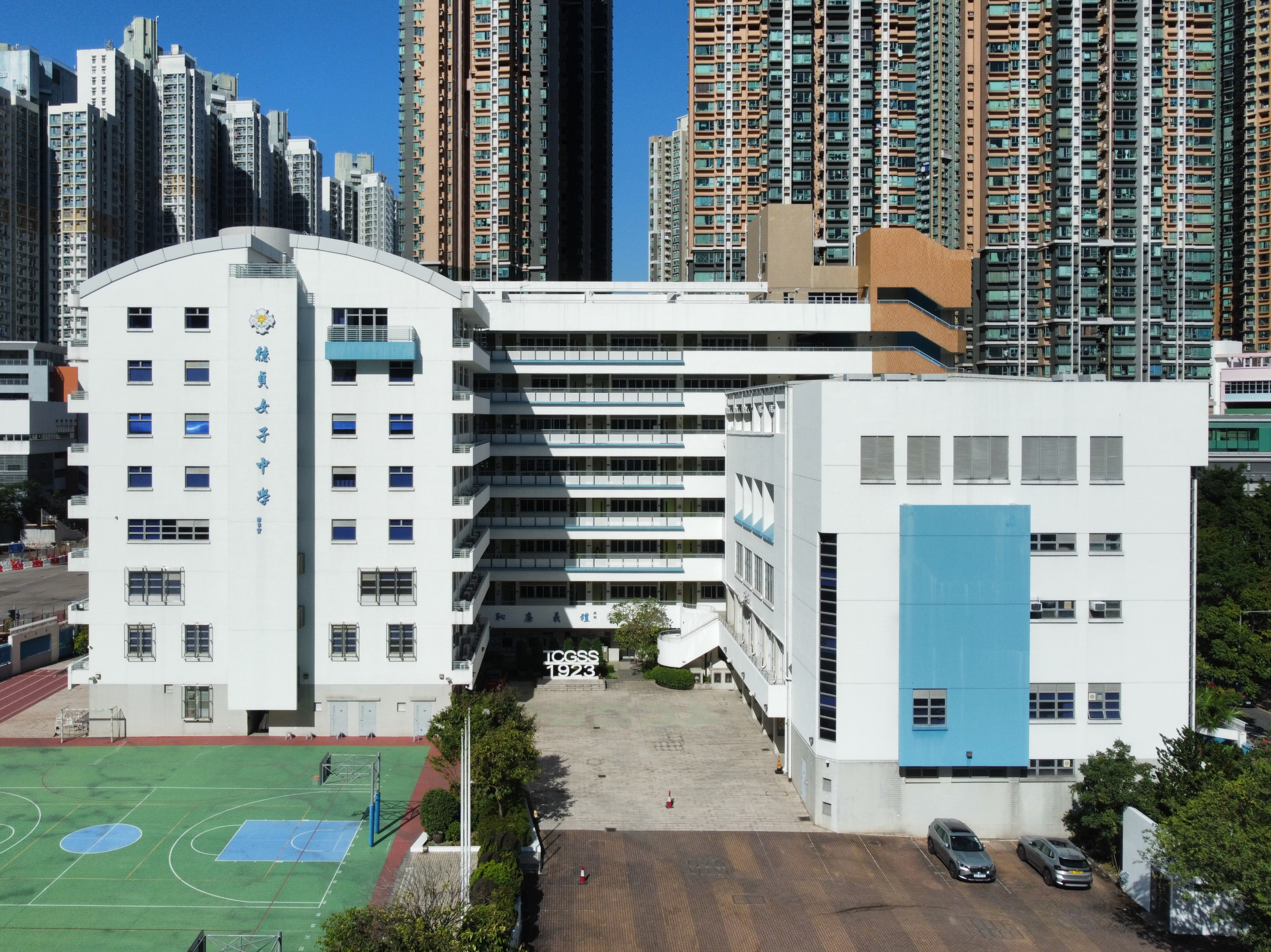
全港最後一座批出的狹義中學千禧校舍-德貞女子中學

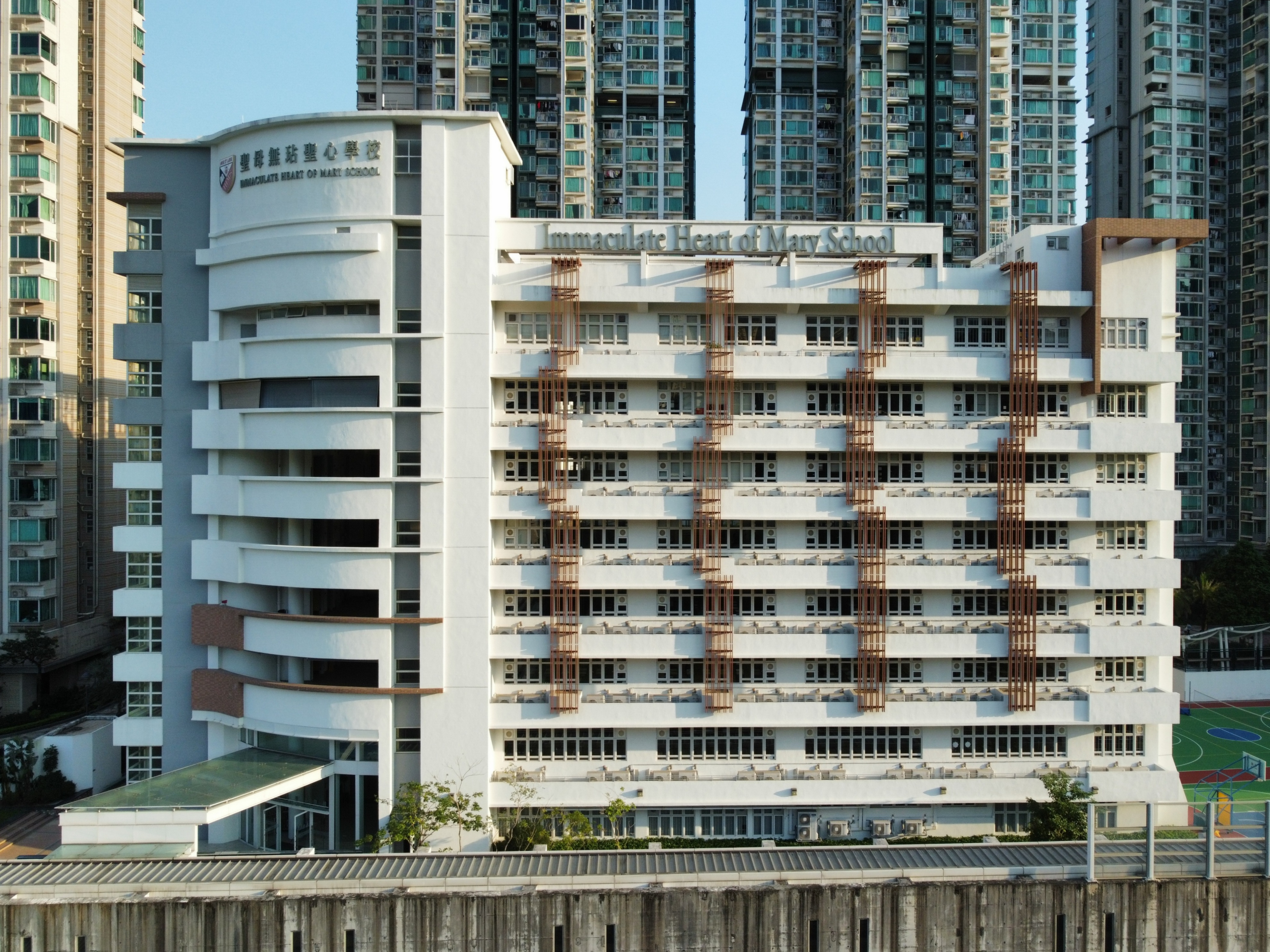
全港最後一座千禧校舍--聖母無玷聖心學校

縱使辦學機構可參與獲分配校舍的設計，然而其設計仍受諸多局限（例如課室及特別室數目）。因此，自2005年起，政府正式廢除了千禧校舍標準，各辦學機構開始可以主導校舍設計，不必再按照建築署的硬指標而行，僅規範課室及特別室的數目。至於最後一次狹義千禧校舍的分配工作，已於2004年初完成（該校舍用於重置德貞女子中學）。
最後兩座狹義千禧校舍（香港仔聖伯多祿天主教小學及伊利沙伯中學舊生會湯國華中學）於2005年落成後，一些已批出但未興建的同類校舍用地，紛紛改為非標準設計（又稱為「後千禧校舍」或「超千禧校舍」）。因此，千禧校舍的建設曾出現六年的真空期，直至位於名城的最後一批廣義千禧校舍（沙田崇真中學和聖母無玷聖心學校）於2011-12年落成為止。該等校舍雖然由私人建築師設計，然而在布局上與千禧校舍並無二致，僅對外牆裝飾及細部設計作出簡化處理。此後，後千禧校舍成為新建校舍的唯一標準。

### 對往後校舍設計的影響
雖然千禧校舍標準已被廢除多時，但在設計上的各種參數對現今的「後千禧校舍」設計有著深遠的正面影響。以課室數目為例，一間千禧校舍的課室數目可以是24、30、36間（小學）或統一30間（中學），具有較靈活式校舍更大的彈性；而在現行的後千禧校舍標準中，雖然不再局限校舍布局，但課室數目標準仍大致沿襲具有彈性的舊制，只是增加了18班小學的選項。
然而，在1997年制訂的千禧校舍裝潢及傢俱標準，至今仍未作出有力修訂，無法適應當今的教育及科技發展，是千禧校舍標準對「後千禧校舍」的少數負面影響之一。

## 校舍建設標準

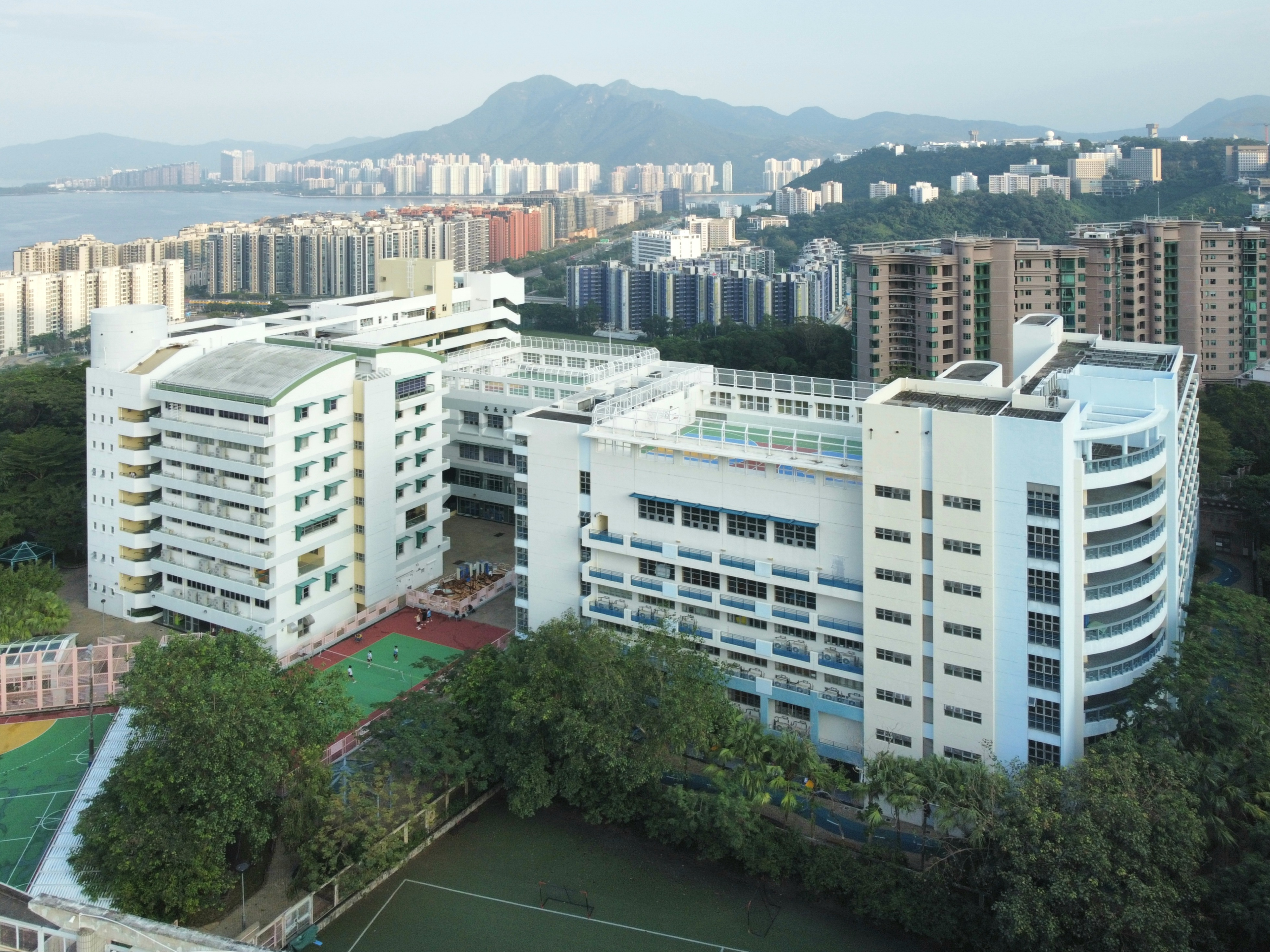
一組採用後期設計的中、小學千禧校舍，兩校中間及左下側設共用球場

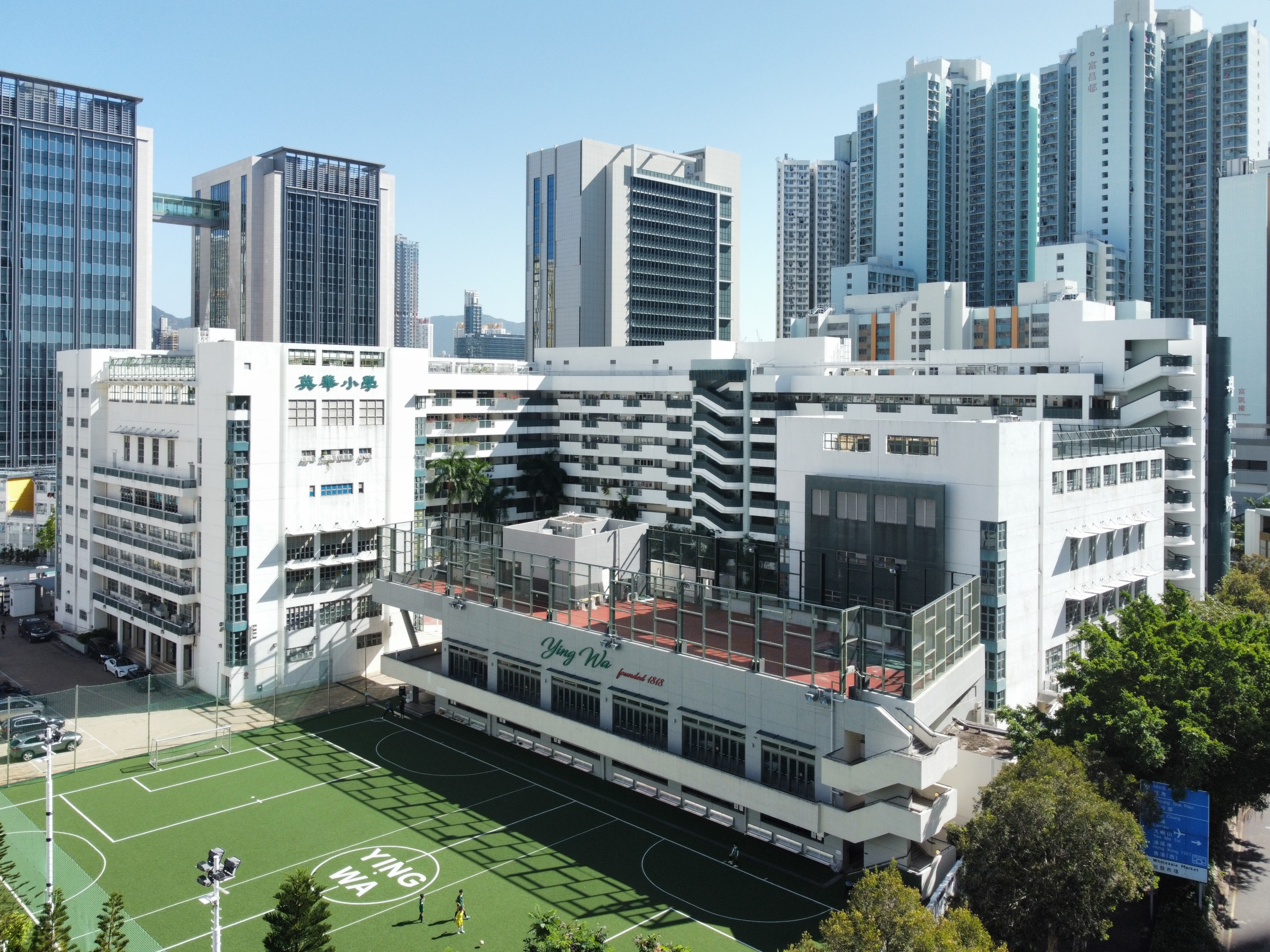
一座採用相連設計的中、小學千禧校舍，因應校方要求及擬實施一條龍學制而與標準不同

與靈活式校舍不同，千禧校舍標準將中、小學校舍明確分為兩類，但課室面積劃一為67平方米，較第二代靈活式校舍的大11平方米。
中學版本校舍一概設30間課室（雖然亦有36間課室特別版本校舍曾經批出，但未曾興建），而設計分為早期及後期版本：早期版本（除健明邨附設的兩所同類校舍外，均於2000-01年落成）的禮堂窗戶外觀與第二代靈活式校舍禮堂相若；而後期版本（均於2002年及以後落成）禮堂則改為與類似小學千禧校舍的樣式，另特別室翼的窗戶闊度，較早期設計的有所增加。此外，後期版本中學千禧校舍的外飾，可再細分為三種：第一種設計校舍（為絕大多數同類校舍採用）的電梯大堂採用標準設計，而小組教學室外牆設有一個分為兩格的弧形建築鰭；第二種設計的電梯大堂窗口採用圓形設計，而弧形建築鰭僅有一格；第三種設計採用標準大堂設計，而建築鰭則完全被取消。而且，後期版本建築樓面積為12,238平方米，略較早期版本的12,115平方米為大。
至於小學版本校舍較則有彈性，提供24、30及36間課室的選項（當中36間課室版本校舍雖然曾經批出，但未曾興建）；此外，小學版本校舍同樣分為早期及後期設計，其分別在於後期版本校舍禮堂下方的活動室窗戶較大，而禮堂窗戶則略為縮小，另後期版本的建築樓面積亦略為增加；另外，24班版本的小學千禧校舍禮堂，亦較30班的縮短一個窗戶的長度。
在地基設計方面，中、小學千禧校舍的參考設計分別為138支及112支撞擊式工字樁，數目與第二代靈活式校舍相若。但是，地基設計亦可以按照實際地質狀況而改變。
按照就千禧校舍面世而修訂的《香港規劃標準與準則》第3章，此等中、小學校舍一般面積為6,950及6,200平方米。至於建設費用方面，每座小學及中學千禧校舍，分別為9,000萬及1億500萬港元（按照2000年12月造價計算）；若校舍由房委會代建（至2005年為止，以後所有校舍主要由政府直接出資興建），政府亦需繳付2%的代建費。
部份相鄰的中、小學千禧校舍用地，亦預留技術條件，以用作開辦一條龍學校之用，並於2000年起優先分配予計劃開辦/擴展為「一條龍」的學校，是歷來各種標準校舍中首見。

## 註解
1. ↑  僅保良局顏寶鈴書院及港九街坊婦女會孫方中書院採用
2. ↑  僅中華基督教會方潤華中學重置校舍、林大輝中學及香港神託會培基書院採用